# Авангард (Звягель)
«Авангард» — український футбольний клуб з міста Звягеля, що бере участь в чемпіонаті ААФУ, та Чемпіонаті Житомирської області. «Авангард» засновано у 2011 році, це наймолодший на сьогоднішній день аматорський клуб міста, існуючий на базі колишнього ФК «Звягель-750».

## Історія
Розквіт футболу у Новограді-Волинському припав на 70-ті роки минулого століття. В цей час команда «Авангард» була одним із лідерів області. В різні часи у тоді ще Новограді-Волинському виховувались футбольні таланти. Серед них — Сергій Круліковский, центральний захисник київського «Динамо», гравець збірної Радянського Союзу. Серед вихованців новоград-волинської школи футболу — суддя всесоюзної категорії Петро Кобичик, футболіст Юрій Романов, захисник Артур Гриценко, який має досвід виступів за ФК «Львів», «Карпати» (Львів), «Спартак» (Суми), Сталь (Дніпродзержинськ), а тепер виступає за «Арсенал» (Біла Церква), футболіст Андрій Блізніченко «Дніпро» (Дніпропетровськ) який виступає за молодіжну збірну України з футболу, футболіст Валерій Скидан «Динамо-2» (Київ)
2011 року команду «Авангард» було відроджено і вона відразу розпочала виступи у чемпіонаті області і серед аматорських колективів України.
Але через фінансові проблеми і ряд інших факторів «Авангард» було знято із аматорського чемпіонату України з футболу за два тури до закінчення групового розіграшу. В двох матчах, що залишились, команді було зараховано поразку.
У цей же період постало питання про повернення на футбольну арену команди «Звягель-750» замість «Авангарда» літом того ж року. Але не знайшовши компромісу між  футбольними керівниками в місті існувало дві команди. 
На початку 2012 року керівні особи міста разом з головою Верховної Ради Володимиром Литвином запевнили, що ФК «Авангард» зможе повторити успіх старого «Звягеля-750» 2010 року.
Майже вся команда складається з вихованців новоград-волинського футболу.
2012 року команда брала участь у Кубку ААФУ, з якого вибула вже на попередньому етапі, програвши чернігівському ЛКТ за сумою двох матчів (1:3 і 0:1). В Чемпіонаті Житомирської області команда брала участь від двох федерацій не змогла домогтися успіху, причиною чого став відхід ключових футболістів в інші команди.
2014 року команда здобула срібні нагороди Чемпіонату Житомирської області з футболу.
27 червня 2015 року ФК "Авангард" здобув Кубок Житомирської області пам'яті Героїв "Небесної Сотні". У фіналі був переможений ФК "Коростень" з рахунком 3-1.

## Емблема клубу
Після створення клубу 2011 року, відразу ж стало питання про емблему та форму клубу. Було вирішено помістити на жовтий фон м'яч, а на ньому фасад фортеці, зверху надпис в прямокутнику «Авангард», а ще вище зліва надпис «ФК».

## Кольори форми
У 2011 році одразу ж після заснування команди, було вирішено з формою в якій гратимуть гравці. За зразок взяли форму старих років, але вдосконалену. Це біла форма в тоненьку блакитну смужку, та широкі смужки на рукавах, зліва емблема клубу.

## Стадіон
ФК «Авангард», проводить домашні матчі на однойменному  стадіоні, який розрахований на 3 000 сидячих місць. Розміщений стадіон в центрі міста, за адресою вул. Івана Мамайчука, 13. 